# Bundesgymnasium und Sportrealgymnasium HIB Saalfelden
Das Bundesgymnasium und Sportrealgymnasium in Saalfelden ist eine Allgemeinbildende Höhere Schule mit drei Zweigen. Das Gymnasium mit Schwerpunkt Sprachen (Englisch, Italienisch, Französisch, Spanisch, Russisch, Latein), das Realgymnasium mit Schwerpunkt Sport und das 5-jährige Schigymnasium (Sparten: Schi alpin, Freestyle, Sprunglauf, Langlauf, nordische Kombination und Biathlon). Dem Gymnasium ist ein Internat angeschlossen.

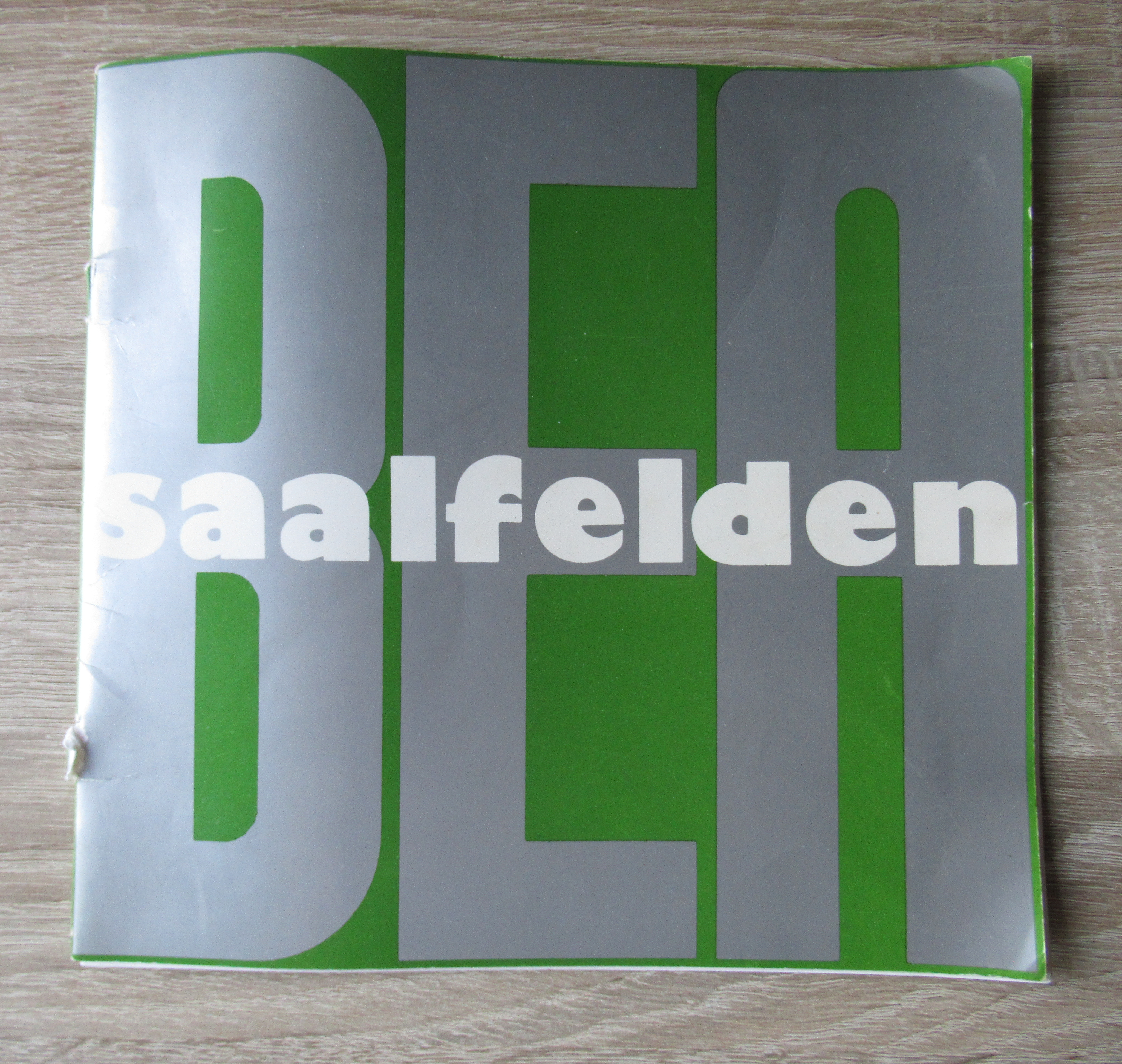
Festschrift anlässlich des zwanzigjährigen Bestehens 1976; noch mit dem alten Schulnamen "Bundeserziehungsanstalt BEA"

## Geschichte
Im Oktober 1956 als West-BEA in ehemaligen Offizierswohnblöcken der amerikanischen Besatzungsmacht eröffnet, waren Schule und Internat bis 1976 als Bundeserziehungsanstalt (BEA, Bundeserziehungsanstalt für Knaben Saalfelden), bis 2002 als Höhere Internatsschule des Bundes dem Unterrichtsministerium direkt zugeordnet. Seitdem als Bundesgymnasium und Sportrealgymnasium  HIB Saalfelden direkt der Bildungsdirektion Salzburg unterstellt.

## Schulsystem
Die Schule umfasst folgende Schulformen:
- Gymnasium
- Sport-Realgymnasium
- Schigymnasium

## Infrastruktur und Bildungsangebot
Das Internat bietet über 180 Schülerinnen und Schülern Platz.
An Trainingsmöglichkeiten stehen zwei Sporthallen (eine mit Kletterwand), Hartplatz, Tennisplatz, 400-m-Sportplatz mit Leichtathletikanlagen zur Verfügung. Darüber hinaus bietet die Schule mehrere Fitness- und Krafträumlichkeiten, einen Wechselraum und eine Sauna. Im Winter ist Saalfelden ein Langlaufzentrum, Trainingsorte für die alpinen Sportler und Sportlerinnen befinden sich in unmittelbarer Nähe: Kaprun Kitzsteinhorn (Gletscherskigebiet), Saalbach-Hinterglemm, Leogang und Hinterreit.

## Persönlichkeiten
Bekannte Absolventen und ehemalige Besucher der Einrichtung sind unter anderem:
- Wolfgang Ablinger-Sperrhacke
- Stefan Babinsky
- Romed Baumann
- Sigrid Berka
- Florian Dagn
- Thomas Dreßen
- Arno Gasteiger
- Ricarda Haaser
- Lisa Hauser
- Manuel Hirner
- Markus Hohenwarter
- Elisabeth Holzleithner
- Manuel Horeth
- Tobias Kammerlander
- Niklas Köck
- Patrick Koller
- Veronika Mayerhofer
- Matthias Neumayr
- Louis Obersteiner
- Christopher Schläffer
- Mario Seidl
- Ernst Strasser
- David Trobisch
- Paul Walcher
- Lorenz Wäger
- Marco Wörgötter